# M. Sabu
M. Sabu ( 1960 - ) es un botánico, profesor indio, que desarrolla actividades académicas en la "División de Taxonomía y Florística , "Departamento de Botánica", de la Universidad de Calicut. Ha trabajado extensamente en la familia Zingiberaceae de la India.

## Algunas publicaciones
- Jayasree, S., M. Sabu. 2008. Anatomical Studies on the genus Amomum Roxb. (Zingiberaceae) South India. Indian Journal. Bot. Research. 4 (3&4): 377-384
- Skornickova, J. L., O. Sida, , M. Sabu, K. Marhold. 2008. Taxonomical and Nomenclatural puzzles in Indian Curcuma: The identity and Nomenclatural history of C. zedoaria (Christm.) Roscoe and C. zerumbet Roxb. (Zingiberaceae). Taxon 57 (3): 949-962
- Sanoj, E., V.P. Thomas, M. Sabu, T. Rajesh Kumar. 2008. Stahlianthus involucratus (King ex Baker) R.M.Sm. (Zingiberaceae): A new generic record for India. Folia Malaysiana. 9 (1): 43-50
- M. Sabu, E. Sanoj, A.K. Pradeep. 2008. Alpinia ovoidocarpa H.Dong & G.J.Xu (Zingiberaceae): A new record for India. Acta Botanica Hungarica. 50(3-4): 391- 395
- Thomas, V.P., V.A. Muhammed Nissar, M. Sabu . 2008. Vegetative propagation of Hitchenia careyana Benth. (Zingiberaceae) through stem cuttings. Indian J. of Botanical Research. 4 (2): 325-328
- M. Sabu, E. Sanoj & M.G. Prasanth Kumar. 2007. Plagiostachys nicobarica (Zingiberaceae): New Generic Rcord and a New Species from Nicobar Islands, India. Blumea. 531: 329-334
- --------------, Dave Skinner. 2004. Other economically important Zingiber species. En: Ravindran P.N. & Nirmal Kumar (Ed.). Monograph-Ginger: the genus Zingiber. 533-545. C.R.C. Press, Bocaratan, Florida, USA
- --------------. 2003. Revision of the genus Zingiber in South India. Folia Malaysiana 4 (1): 25-52
- Skornickova, J., M. Sabu, M.G. Prasanth Kumar, 2004. Curcuma mutabilis. A new species from Kerala. Garden’s bulletin Singapore 56 : 43-54
- Mangaly, J.K.; M. Sabu. 1993. A taxonomic revision of the South Indian species of Curcuma L. (Zingiberaceae). Rheedea 3 (1): 139-171

### Libros
- 2006. Zingiberaceae and Costaceae of South India. Indian Association for Angiosperm Taxonomy. 281 pp.

- La abreviatura «M.Sabu» se emplea para indicar a M. Sabu como autoridad en la descripción y clasificación científica de los vegetales.[1]